# Молода дівчина зі снопом
«Молода дівчина з снопом» (фр. La Jeune Fille à la gerbe) — скульптурна композиція роботи француженки Каміли Клодель. Первісно теракотова, відлита з бронзи в 1890 році.
Зображає дівчину, яка сидить спершись на сніп пшениці.